# جیمی فلن
جیمی فالن (زاده: ۱۹ سپتامبر ۱۹۷۴) مجری تلویزیون، کمدین، بازیگر، آهنگساز و تهیه‌کننده آمریکایی است. او در تلویزیون برای کارش در پخش زنده شنبه شب به عنوان عضوی از تیم بازیگران و هم چنین در برنامه گفتگوی شبانه برنامه امشب با اجرای جیمی فلن در نقش مجری شناخته شده‌است. او در بی ریج، بروکلین متولد و در ساگرتیز، نیویورک بزرگ شد. او به دلیل علاقه‌ای که به کمدی و موزیک داشت، در ۲۱ سالگی به لس آنجلس رفت تا به دنبال فرصت‌هایی در زمینهٔ استندآپ کمدی بگردد.
در سال ۱۹۹۸، آرزوی زندگی اش برآورده و با وی قراردادی بسته شد تا به عنوان عضوی از تیم بازیگران به برنامه پخش زنده شنبه شب شبکه ان بی سی ملحق شود. فلن به مدت ۶ سال بین سال‌های ۱۹۹۸ و ۲۰۰۴ در پخش زنده شنبه شب باقی ماند و قسمت «آپدیت آخر هفته» را مشترکاً اجرا کرد و در این مدت مشهور شد. او این مجموعه را ترک کرد تا به صنعت سینما بپیوندد و در فیلم‌هایی مانند تاکسی (۲۰۰۴) و تب استقرار (۲۰۰۵) بازی کرد. پس از حرفهٔ سینمایی اش، در نقش مجری برنامه آخرشب با جیمی فلن شبکه ان بی سی، در سال ۲۰۰۹ به تلویزیون بازگشت. او در سال ۲۰۱۴ این برنامه را ترک کرد و به برنامه امشب پیوست تا به ششمین مجری دائمی این برنامهٔ کهنه‌کار تبدیل شود.
علاوه بر کارهای تلویزیونی اش، وی دو آلبوم کمدی و سه کتاب منتشر کرده‌است.

## دوران ابتدایی
جیمی فلن متولد محله بروکلین در شهر نیویورک است. مادرش گلوریا و پدرش جیمز نام دارد. پدرش از سربازان جنگ ویتنام است و سابقه کار در شرکت آی‌بی‌ام را دارد. وی به همراه خانواده‌اش ساکن نیویورک بودند. مادربزرگش از طرف پدری از مهاجران آلمانی و از طرف مادری، از اجداد نروژی است.
در دوران کودکی، وی به همراه خواهر بزرگ‌ترش، گلوریا، بخش‌های «مناسب» برنامه پخش زنده شنبه شب را که والدینش برایشان ضبط کرده بود را تماشا می‌کرد. جیمی فلن به قدری مجذوب این برنامه شده بود که در زمان دانشجویی و در خوابگاه نقشهٔ ویژه برای مشاهده این برنامه تنظیم کرده بود. وی همچنین از سن ۱۳ سالگی شروع به نواختن گیتار کرد و در چند اجرای موسیقی و برنامه کمدی اجراهایی داشته‌است.

## تحصیلات
جیمی فلن دوران مدرسه ابتدایی خود را در مدرسه‌ای کاتولیک به نام «سن ماری آف د اسنو» گذراند. بعدها در سال ۱۹۹۲ هم از دبیرستان فارغ‌التحصیل شد. وی سپس به کالج سن رز (در نیویورک) رفته و مشغول به تحصیل در رشته علوم کامپیوتر می‌شود که چندی بعد رشته خود را به «ارتباطات» تغییر می‌دهد. خود جیمی فلن سخت بودن رشته علوم کامپیوتر (و دروس محاسباتی آن) را دلیل ترک تحصیل از این رشته عنوان می‌کند. فلن در ۹ می ۲۰۰۹ موفق به اخذ مدرک کارشناسی خود در رشته ارتباطات می‌شود. در هنگام اعطای این مدرک، وی مدرکی افتخاری هم دریافت می‌کند.

## فعالیت‌ها

### مجری‌گری
جیمی فلن به غیر از اجراهای تلویزیونی، سابقهٔ اجرای مراسم جوایز امی پرایم تایم در سال ۲۰۱۰ را دارد. وی هفتاد و چهارمین مراسم گلدن گلوب (۲۰۱۷) را نیز به عنوان مجری اصلی اجرا کرده‌است.

### برنامه امشب با اجرای جیمی فلن
در سوم آوریل ۲۰۱۳، پس از دوره‌ای حدس و گمان، شبکه ان بی سی رسماً اعلام کرد که فلن، متعاقب با المپیک زمستانی ۲۰۱۴، به عنوان ششمین مجری دائمی برنامهٔ امشب جانشین جی لنو خواهد شد. فلن و لنو پارودی آهنگ «امشب» از برنامه امشب را با هم خواندند. شروع برنامه امشب فلن در ۱۷ فوریه ۲۰۱۴ در شبکه ان بی سی، ۱۱٫۳ میلیون بیننده را به همراه داشت.

## زندگی شخصی

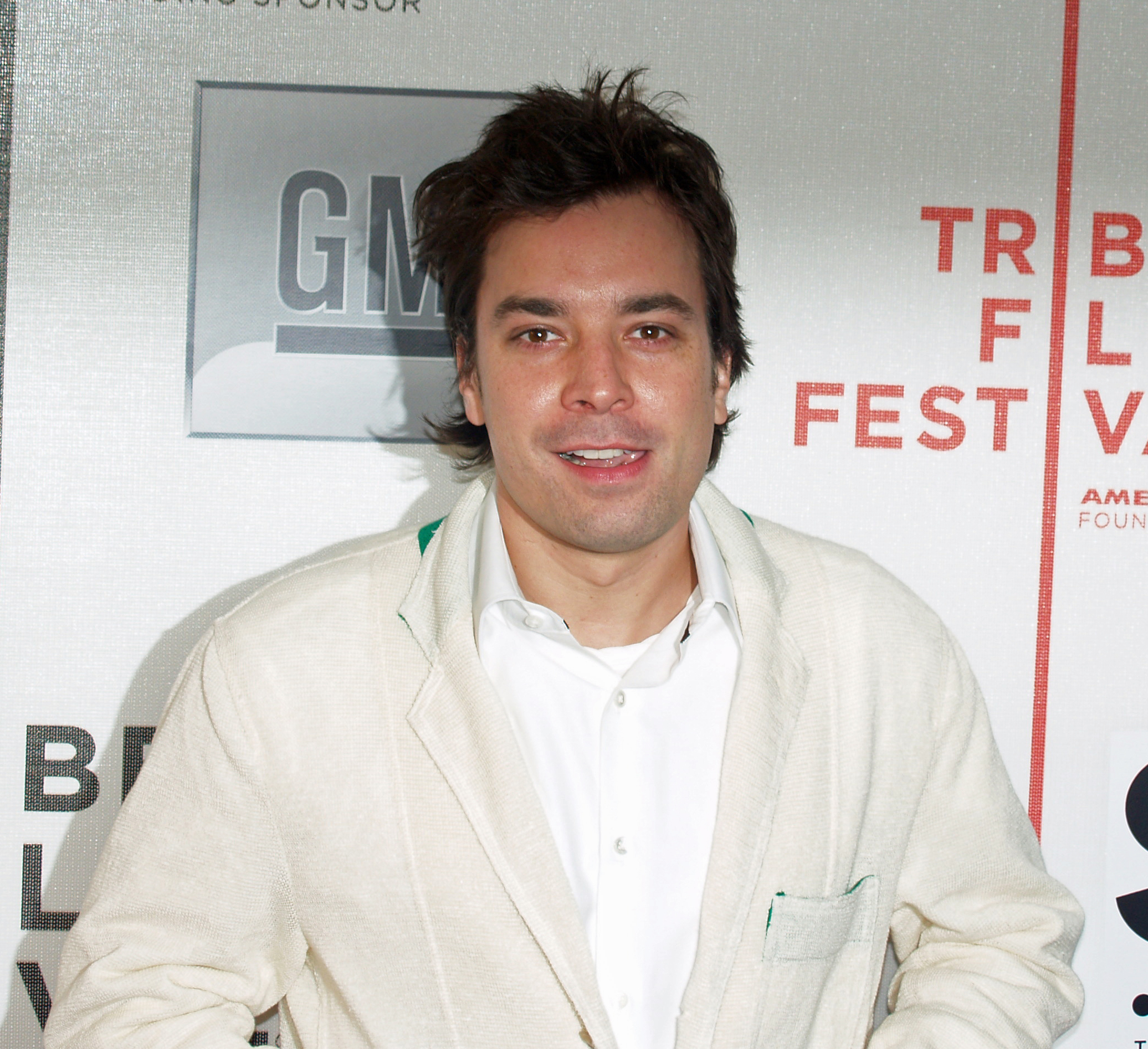
فستیوال فیلم تریبیکا سال 2007

فلن در ۲۲ دسامبر ۲۰۰۷ با تهیه‌کننده آمریکایی نانسی جوونن ازدواج کرده‌است. همسر وی یکی از مالکان شرکت فلاور فیلمز است که در زمینه تولید فیلم فعالیت می‌کند. این زوج صاحب دو فرزند، یکی متولد سال ۲۰۱۳ و دیگری متولد سال ۲۰۱۴ هستند. هردو فرزند آن‌ها به روش رحم اجاره‌ای زاده شدند.
جیمی فلن خود را یک مسیحی کاتولیک دانسته و در دوران کودکی تمایل زیادی برای کشیش شدن داشت.
وی همچنین مالک سگی گلدن رتریور به نام «گری فریک» است که یک‌بار در برنامه آخرشب با جیمی فلن حضور داشت.
در ۲۶ ژوئن ۲۰۱۵، فلن دچار سانحهٔ کنده شدن حلقه از انگشت شد. وی در ابتدا روی قالیچهٔ آشپزخانه‌اش لغزید و در حال افتادن بود که انگشترش به لبهٔ بالایی پیشخوان گیر کرد و انگشت‌اش تقریباً پاره شد. پس از مراجعه به اورژانس، به نزد جراح فرستاده شد که عمل جراحی سرپایی و ۶ ساعته‌ای را روی انگشت وی به انجام رساند. فلن پس از ده روز ماندن در بخش مراقبت‌های ویژه، به خانه بازگشت. چندین ماه انگشت او بی‌حس و نسبتاً بی تحرک بود تا جایی که فلن اعلام کرد به یک جراحی دیگر نیاز دارد. او در مراسم جایزه امی، با انگشتی بدون بانداژ ظاهر شد و در نهایت با انجام فیزیوتراپی، صدمهٔ وارد شده به انگشت‌اش را بر طرف کرد. پس از چندین هفته پخش نشدن برنامه امشب، در سیزدهم جولای به برنامه برگشت و از زحمات کادر پزشکی و پرستاران اورژانس تقدیر کرد. همچنین دربارهٔ قالیچهٔ بافتهٔ آشپزخانه که مورد علاقهٔ همسرش بود و نزدیک بود به قیمت از دست دادن انگشتش تمام شود گفت: «تحمل صبر کردن برای موقعی که آتشش می‌زنم را ندارم.»

## فیلم‌شناسی

### فیلم
| سال  | نام                              | نقش                      | یادداشت          |
| ---- | -------------------------------- | ------------------------ | ---------------- |
| ۲۰۰۵ | چرخ‌وفلک جادویی                   | دیلان                    | صداپیشه          |
| ۲۰۰۸ | سال آشنایی با ما                 | کریستوفر راکت            |                  |
| ۲۰۰۹ | شلاق بزن                         |                          |                  |
| ۲۰۱۰ | آرتور ۳: جنگ دو جهان             | Prince Betameche (voice) |                  |
| ۲۰۱۱ | باکی لارسون: ستاره مادرزاد       | خودش                     | Cameo            |
| ۲۰۱۵ | سرسخت شو                         | خودش                     | Uncredited cameo |
| ۲۰۱۵ | تد ۲                             | خودش                     | Cameo            |
| ۲۰۱۵ | دنیای ژوراسیک                    | خودش                     | Cameo            |
| ۲۰۱۶ | ستاره‌های پاپ: هرگز متوقف نمی‌شوند | خودش                     | Cameo            |

### تلویزیون
| سال         | نام                           | نقش         | یادداشت                                                           |
| ----------- | ----------------------------- | ----------- | ----------------------------------------------------------------- |
| ۲۰۱۴–تاکنون | برنامه امشب با اجرای جیمی فلن | خودش (مجری) | Also writer and producer                                          |
| ۲۰۱۵–تاکنون | مسابقه لب‌خوانی                | خودش        | Executive producer; appeared in "Dwayne Johnson vs. Jimmy Fallon" |
| ۲۰۱۹        | پسرها (مجموعه تلویزیونی ۲۰۱۹) | خودش        | Episode: "The Name of the Game"                                   |

## پیوند
- جیمی فلن[پیوند مرده] در بانک اطلاعات اینترنتی فیلم‌ها
- جیمی فلن در اینستاگرام
- جیمی فلن در توییتر
- جیمی فلن در فیس بوک